# Tides de Halifax
Les Tides de Halifax sont un club de soccer féminin situé à Halifax. Le club évolue dans la Super Ligue du Nord.

## Histoire
Les Halifax Tides sont une franchise fondatrice de la SLN. C'est la première équipe professionnelle de Halifax en sport féminin.
Pour la première saison, en 2025, le club est emmené notamment par la gardienne internationale canadienne Erin McLeod et sa femme, l'internationale islandaise Gunny Jónsdóttir. L'équipe compte également dans ses rangs l'intenationale néo-zélandaise Milly Clegg, prêtée par le Racing Louisville, ou encore la Française Eva Frémeaux, recrutée au FC Nantes,.